# Megalomyrmex incisus
Megalomyrmex incisus är en myrart som beskrevs av Smith 1947. Megalomyrmex incisus ingår i släktet Megalomyrmex och familjen myror. Inga underarter finns listade i Catalogue of Life.

## Bildgalleri

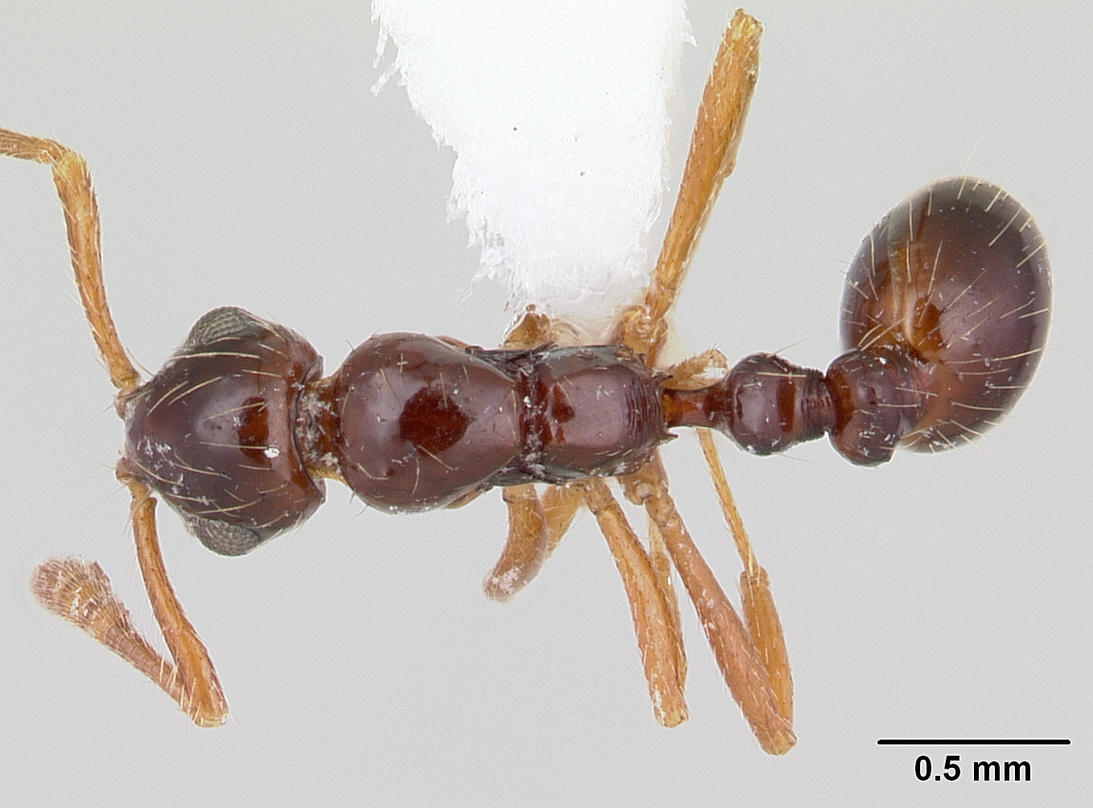
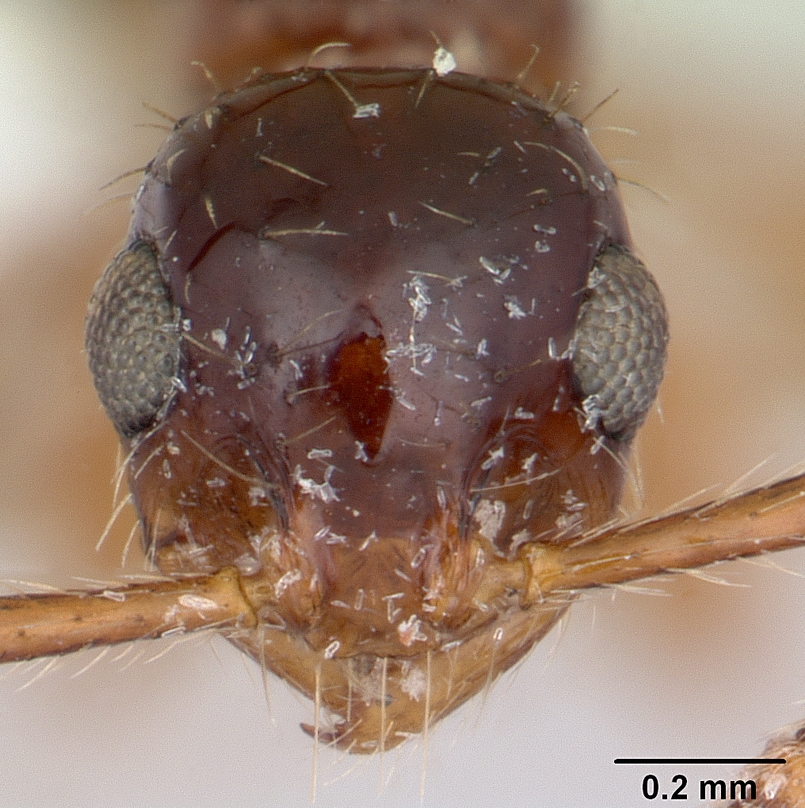
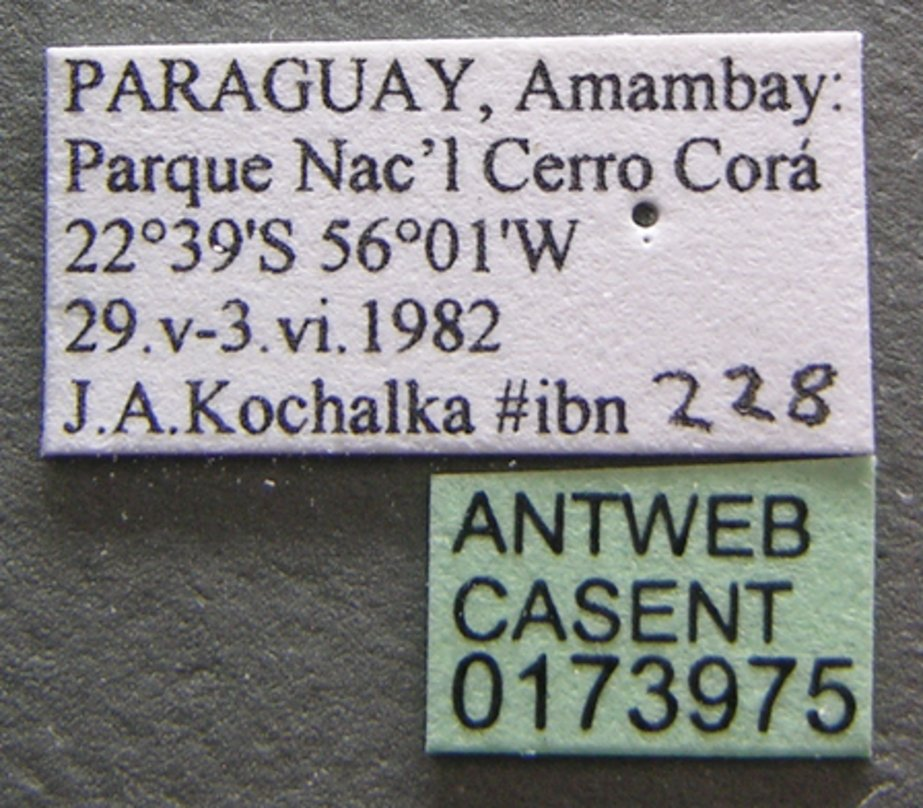
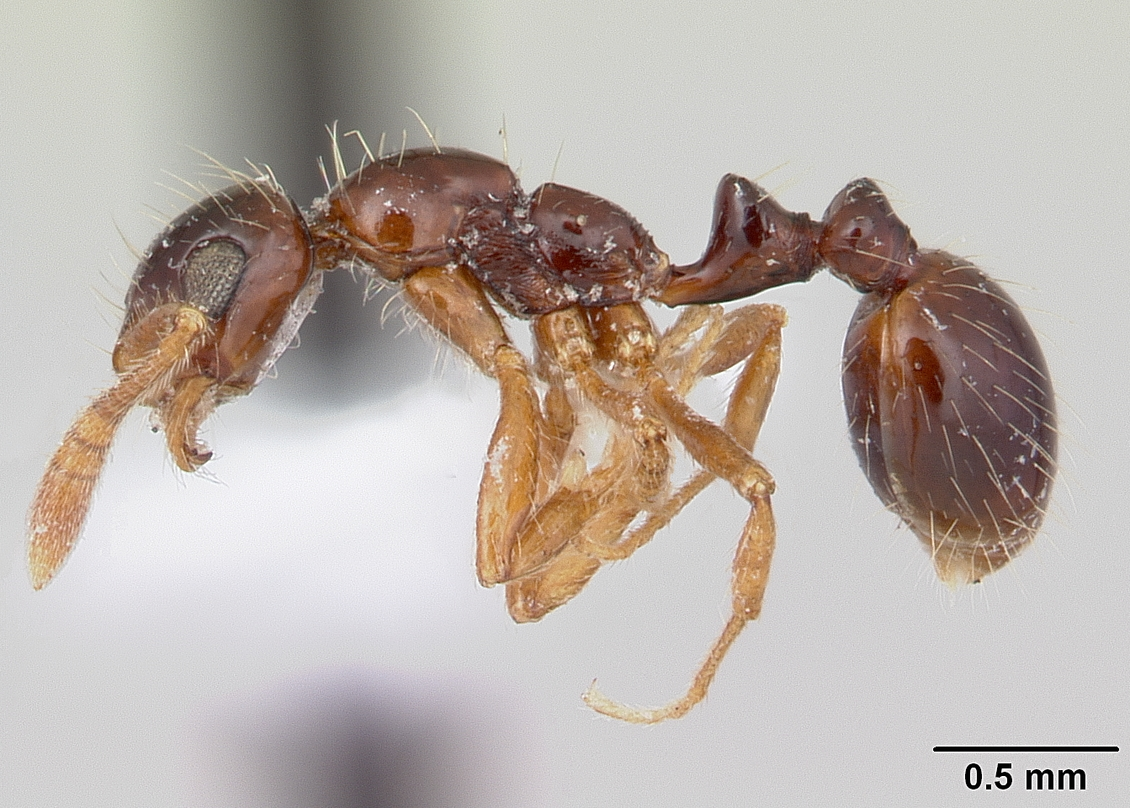
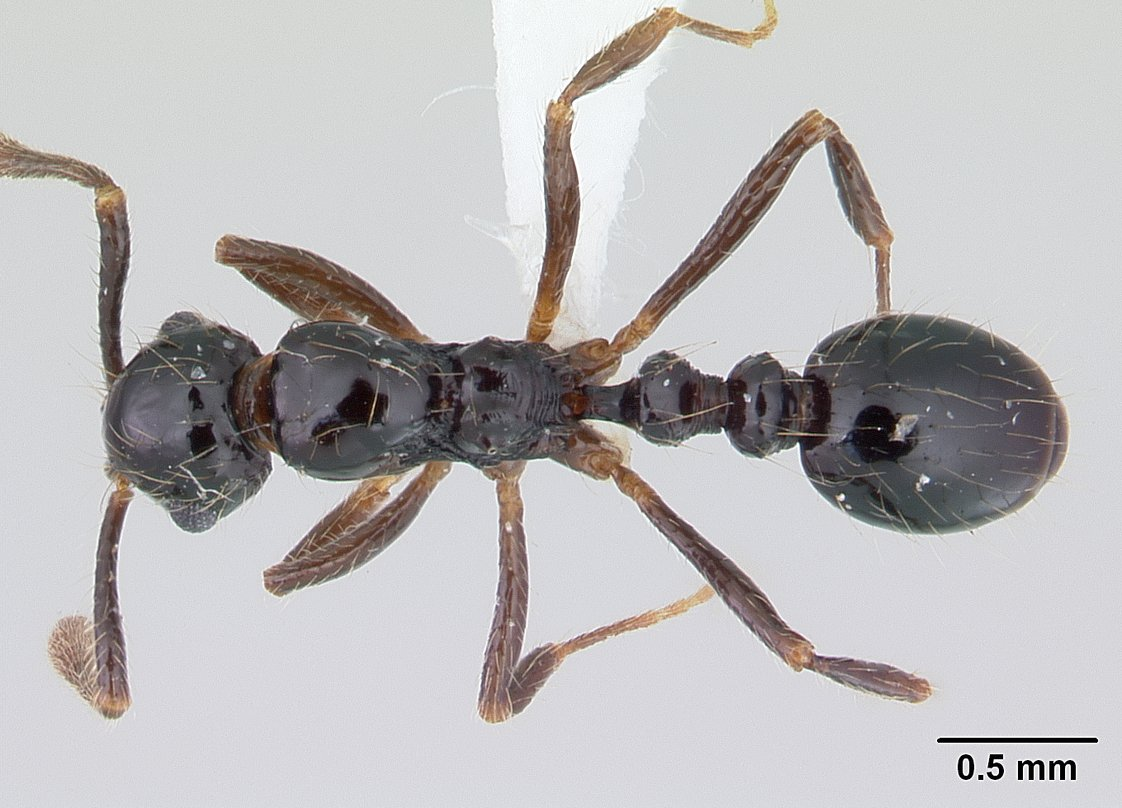
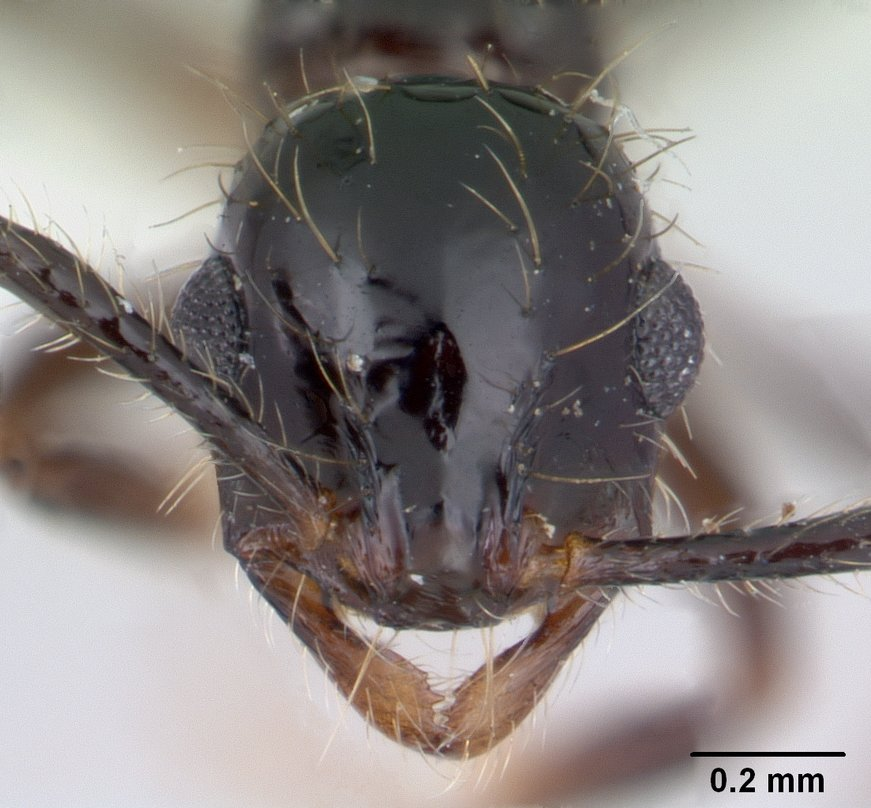